# HD 127043
HD 127043，又名BD+28 2331，SAO 83373、HR 5414，是一颗恒星，视星等为7.62，位于銀經41.69，銀緯68.52，其B1900.0坐标为赤經14h 24m 7.1s，赤緯+28° 68.52′ 12″。